# Милль, Джон Стюарт
Джон Стю́арт Милль (англ. John Stuart Mill; 20 мая 1806 года, Лондон — 8 мая 1873 года, Авиньон, Франция) — британский философ, социолог, экономист и политический деятель.
Внёс значительный вклад в обществознание, политологию и политическую экономию. Внёс основополагающий вклад в философию либерализма. Отстаивал концепцию индивидуальной свободы в противоположность неограниченному государственному контролю. Являлся сторонником этического учения утилитаризма. Назван «самым влиятельным англоязычным философом XIX века».
В течение ряда лет являлся членом Британского парламента. Был членом Либеральной партии, а также был вторым членом парламента, который в 1832 году призывал дать избирательные права для женщин.

## Биография
Отец, Джеймс Милль — шотландский экономист, друг Давида Рикардо. Мать — Харриет Барроуз. Джон Стюарт был первым из шести детей.
С ранних лет проявил интеллектуальную одарённость, развитию которой его отец всячески способствовал. С ним также занимались такие видные мыслители, как Иеремия Бентам и Фрэнсис Плейс. Его отец, будучи последователем Бентама и приверженцем ассоциативности, хотел, чтобы его сын продолжал развивать утилитаризм после того, как он и Бентам умрут.
Джон начал учить классический греческий язык с трёх лет, в возрасте около шести лет уже был автором самостоятельных исторических работ, к десяти годам прочёл шесть диалогов Платона, а в двенадцать лет приступил к изучению высшей математики, химии, логики и политической экономии. К четырнадцати годам его образование сочли законченным — сам Милль обозначил достигнутые им познания как «фору в четверть века перед современниками».
С другой стороны, у него не было детских развлечений или друзей-ровесников, и он рос физически слабым мальчиком. В подростковом возрасте испытал сильный душевный кризис, который едва не привёл его к самоубийству. Большое значение в его жизни имела поездка в южную Францию в 1820 году. Там он познакомился с французским обществом, с французскими экономистами и общественными деятелями и развил сильный интерес к континентальному либерализму, не покидавший его до конца жизни.
Около 1822 года Милль с несколькими другими молодыми людьми (Остином, Туком и др.), горячими последователями Бентама, образовал кружок, названный «обществом утилитаристов». При этом был впервые введён в употребление термин «утилитаризм», получивший впоследствии широкое распространение. В основанном бентамистами органе «Westminster Review» Милль поместил ряд статей, преимущественно экономического содержания.
К этому же времени относится перелом в жизни Милля, который он ярко описал в своей «Автобиографии». В результате Милль освободился от влияния Бентама, потерял прежнюю уверенность во всемогуществе рассудочного элемента в частной и общественной жизни, стал более ценить элемент чувства, но определённого нового миросозерцания не выработал. Знакомство с учением Сен-Симона и его последователей-сенсимонистов поколебало его прежнюю уверенность в благотворности общественного строя, основанного на частной собственности и неограниченной конкуренции.

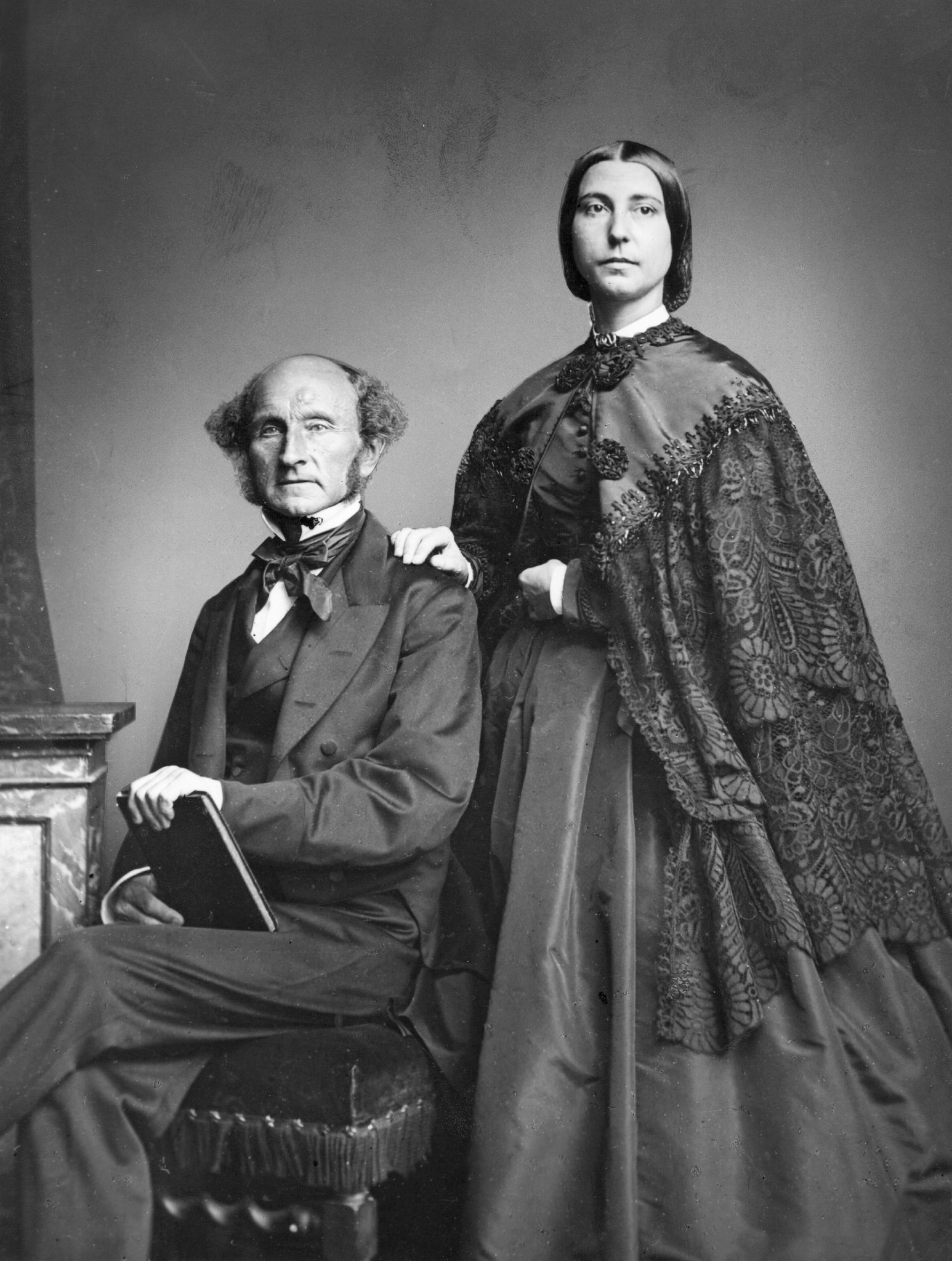
Джон Стюарт Милль и дочь его супруги, Хелен Тейлор, творческое сотрудничество которой с ним длилось полтора десятилетия после смерти её матери в 1858 году.

Как нонконформист, который отказался подписаться под 39 статьями Церкви Англии, Милль не имел права учиться в Оксфордском или Кембриджском университете. Вместо этого он последовал за своим отцом, чтобы состоять на службе в Ост-Индской компании (1823—1858 годы). Сначала он работал клерком, потом важным чиновником. В книге «О свободе», «Несколько слов о невмешательстве» и других работах Милль защищал британский империализм, утверждая, что существует фундаментальное различие между «цивилизованными и варварскими народами». Милль считал, что такие страны, как Индия и Китай, когда-то были прогрессивными, но теперь они стали застойными и варварскими, что легитимизировало британское правление как доброжелательный деспотизм, «при условии, что целью будет улучшение [варваров]». Когда Британия предложила установить прямой контроль над колониями в Индии, ему было поручено защищать правила компании, сочинив среди других петиций Меморандум об улучшениях в управлении Индией за последние тридцать лет. Ему было предложено занять место в Совете Индии, созданном для консультирования нового Госсекретаря по Индии, но он отказался, сославшись на своё несогласие с новой системой правления.
Поступил в Университетский колледж в Лондоне, чтобы прослушать лекции первого профессора юриспруденции Джона Остина. В 1856 году он был избран иностранным почётным членом Американской академии искусств и наук.
В течение нескольких лет самостоятельно издавал радикальный журнал «London and Westminster Review». С 1841 года состоял в переписке с Огюстом Контом, философские и социологические взгляды которого оказали на него сильное влияние.
В жизни Милля огромную роль играла любовь к миссис Гарриет Тейлор, знакомство с которой в 1830 году, по его словам, было «величайшим счастьем его жизни». Он получил возможность жениться на ней только в 1851 году, но уже через 7 лет после выхода замуж за Милля она умерла. В посвящении к своей книге «О свободе» Милль говорит, что жена была вдохновительницей и отчасти автором всего лучшего, что было в его сочинениях; но эта оценка роли миссис Тейлор в литературной деятельности Милля сильно преувеличена. В самом крупном его труде, «Системе логики», миссис Тейлор не принимала никакого участия; несомненно, однако, что она повлияла на многие главы его «Политической экономии» и что ей до известной степени следует приписать социалистическую окраску этой книги. Единственное сочинение Милля, принадлежащее его жене столько же, сколько и ему самому, это книга «О подчинённости женщин».
В качестве политического деятеля выступал с 1865 года как депутат Вестминстерского округа в палате общин от Либеральной партии. В палате настаивал в особенности на необходимости энергичных мер помощи ирландским фермерам; выступал за предоставление женщинам избирательных прав. В апреле 1868 года Милль выступал в Общей палате за сохранение смертной казни за такие преступления, как убийство при отягчающих обстоятельствах; он назвал её отмену «женоподобием в общем сознании страны». В 1868 году потерпел поражение при новых выборах, вызванное, по его мнению, публичным заявлением его сочувствия известному атеисту Чарльзу Брэдло.
Он был крёстным отцом философа Бертрана Рассела. В своих взглядах на религию Милль был агностиком и скептиком.
Милль умер в 1873 году от рожи в Авиньоне (Франция), где его тело было похоронено рядом с телом его жены. После смерти Милля были напечатаны «Chapters on Socialism» («Fortnightly Review», 1872) и его «Автобиография» (1873).

## Основные труды

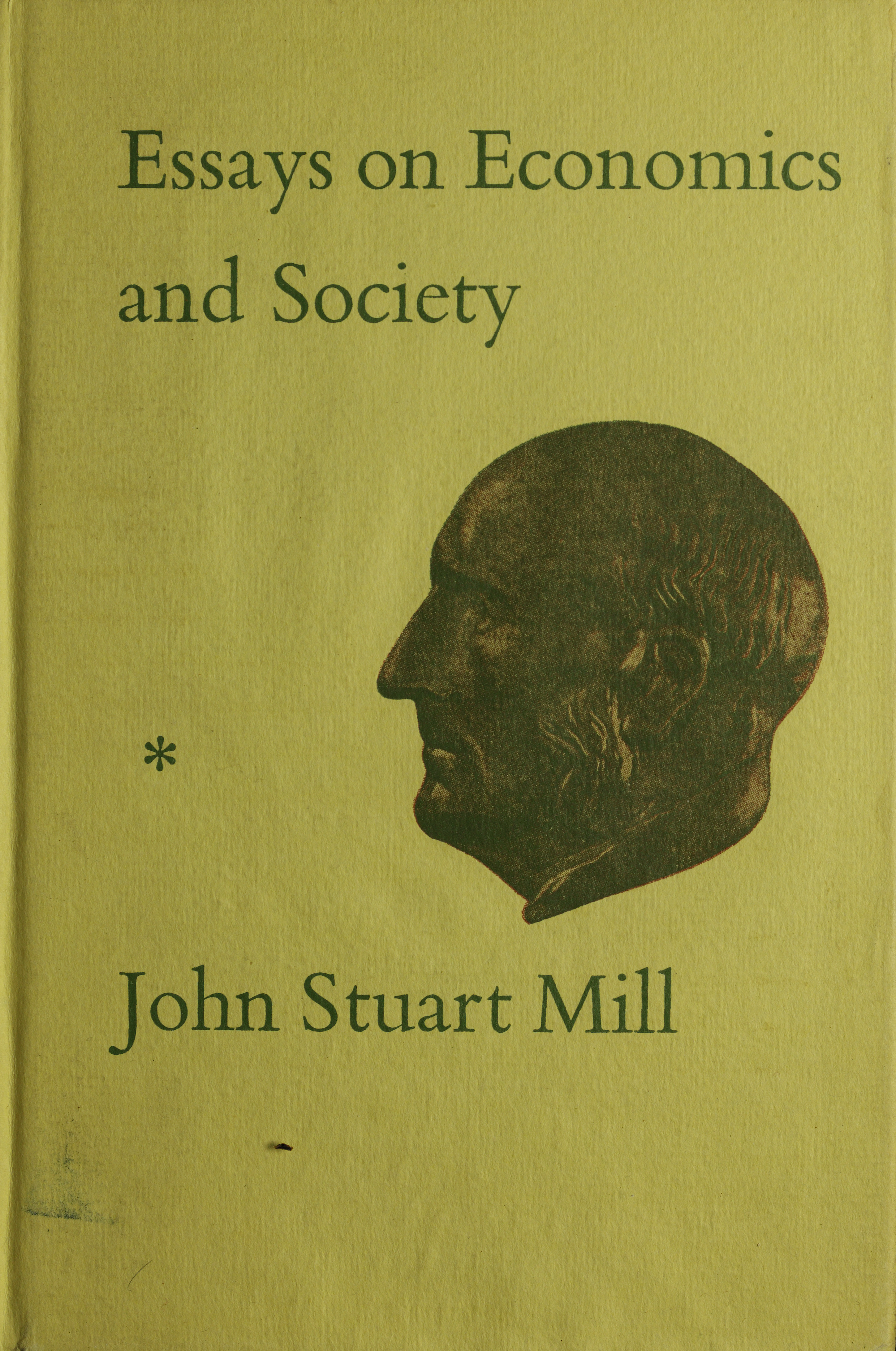
Essays on economics and society, 1967

Перу Милля принадлежат философские сочинения «О свободе» (1859), «Утилитаризм» (1861), «Система логики» (1843). Последняя из них, «Система логики силлогистической и индуктивной», является его важнейшим философским сочинением, в котором он сформулировал пять логических методов индукции.
Милль известен своими экономическими произведениями. В изданной в 1844 году книге «Опыты о некоторых нерешённых вопросах политической экономии» содержится всё оригинальное, созданное Миллем в области политической экономии. Книга «Принципы политической экономии» опубликована в 1848 г. Известная цитата из неё гласит:
К счастью, в законах стоимости нет ничего, что осталось бы выяснить современному или любому будущему автору; теория этого предмета является завершенной.
В предисловии к книге Милль пишет, что его задача заключается в том, чтобы написать обновленный вариант «Богатства народов» (работа А. Смита) с учётом возросшего уровня экономических знаний и самых передовых идей современности. Основные разделы книги посвящены производству, распределению, обмену, прогрессу капитализма и роли государства в экономике. Благодаря синтезу теории Рикардо со многими из её модификаций, представленными критиками Рикардо, она стала основным экономическим учебником англоязычного мира до выхода в 1890 г. «Принципов экономической науки» А. Маршалла. При жизни автора выдержала семь изданий, была переведена на многие языки. На русский язык была частично переведена Н. Г. Чернышевским, 1 том был опубликован в журнале «Современник» с его комментариями в 1860 году, полный перевод отдельным изданием вышел в 1865 году.
Написал также множество журнальных статей, посвящённых самым разнообразным вопросам философии, политики, экономии и литературы.
В 1867 году в журнале А. Хованского «Филологические записки» был опубликован перевод статьи Милля «Значение искусства в общей системе воспитания».

## Общественно-политические взгляды
Был ревностным защитником свободы слова и противником цензуры. Проявил себя как теоретик демократии — причём не только политической, но и экономической. Критиковал пороки буржуазного строя (имущественное неравенство, культ денег, низкий жизненный уровень рабочего класса), преодоление которого видел в социальном реформизме, надеясь, что капиталистические компании сменят рабочие кооперативы («рабочие ассоциации»), социально-экономические функции государства будут реформированы в направлении защиты интересов общества в целом и его наименее защищённых слоёв, в том числе для просвещения масс трудящегося населения, а профсоюзы получат широкие политические и социальные права, включая право на забастовку. Будучи непримиримым противником рабовладения, в 1850 году отправил анонимный памфлет (появившийся под названием «К негритянскому вопросу») в ответ на анонимное же письмо Томаса Карлейля, защищавшего институт рабства. Считал, что на протяжении истории «все лица женского» и «подавляющее большинство мужского пола» были рабами, поэтому последовательно выступал за женскую эмансипацию, в особенности в книге «Подчинение женщин» (или «Подчиненность женщины», англ. «The subjection of women», 1861, издана в 1869 году). Стал первым парламентарием, поднявшим вопрос о женском избирательном праве.
В 1869 году в России появился перевод работы «Подчинение женщины», что стало новым стимулом для возобновления кампании за женское высшее образование.

## Сочинения
- «Система логики, силлогистической и индуктивной» (A System of Logic, Rationative and Inductiv, 1843). — PDF. Дата обращения: 25 января 2012. Архивировано 13 февраля 2012 года.
- Основания политической экономии с некоторыми из их применений к общественной философии / 1-е полн. изд. в 2 т. — СПб., 1865. Т. 1 Т. 2
  - Основы политической экономии[англ.] = Principles of Political Economy (1848) / Пер. с англ.  Общ. ред. А. Г. Милейковского. — Т. 1—3. — М.: Прогресс, 1980—1981.
- «О свободе» (1859)
- Утилитаризм = Utilitarianism (1861) / Пер. с англ.  А. С. Земерова. — Ростов н/Д.: Донской издательский дом, 2013. — 240 с.
- «Размышления о представительном правлении» (Considerations on Representative Government, 1861). — PDF. Дата обращения: 25 января 2012. Архивировано 13 февраля 2012 года.
- «An Examination of sir W. Hamilton’s Philosophy» (1865) — критический разбор философии Уильяма Гамильтона, вместе с изложением собственных воззрений автора
- «Подчиненность женщины» (The Subjection of women, 1869, 4 издания) — написанное в защиту женского равноправия
  - Дж. С. Милль. О подчинении женщины / пер. с англ. Г. Е. Благосветлов. — М.: Рипол-Классик, 2020. — 304 с. — ISBN 978-5-386-12237-9.
- Джонъ Стюартъ Милль. Автобiографiя. Исторiя моей жизни и убѣжденiй / Дозволено цензурою. Москва, 1 Мая 1896 года.. — М.: Изданiе магазина „Книжное Дѣло“. Петровскiя Линiи, № 12, 1896. — факт. 292 (280) с.